# Mike Campbell-Lamerton
Pour les articles homonymes, voir Campbell.
Cet article possède un paronyme, voir Michael Campbell.
Pas d'image ? Cliquez ici

b Matchs officiels uniquement.
Dernière mise à jour le 8 juillet 2013.
Michael John Campbell-Lamerton dit Mike Campbell-Lamerton, est né le 1er août 1933 à Malte et mort le 17 mars 2005 dans le Warwickshire, est un joueur de rugby à XV qui a joué avec l'équipe d'Écosse de 1961 à 1966, évoluant au poste de deuxième ligne. 

## Biographie
Mike Campbell-Lamerton obtient sa première cape internationale le 7 janvier 1961 à l’occasion d’un match contre l'équipe de France. Il dispute son dernier test match avec l'équipe d'Écosse le 18 mars 1966 contre l'équipe d’Angleterre. Il fut deux fois capitaine de l'équipe d'Écosse. Il participe au Tournoi des Cinq Nations de 1961 à 1966. Il joue également dix matchs avec les Lions britanniques (dont huit test matchs) et est six fois capitaine des Lions.

## Statistiques en équipe nationale
- 23 sélections avec l'équipe d'Écosse.
- Sélections par années : 4 en 1961, 4 en 1962, 4 en 1963, 2 en 1964, 5 en 1965 et 4 en 1966
- Tournois des Cinq Nations disputés: 1961, 1962, 1963, 1964, 1965 et 1966.